# Pinega
Pinega (ryska Пинега) är en ort i länet Archangelsk oblast i Ryssland. Folkmängden uppgår till cirka 3 000 invånare.